# At the Deer Head Inn
At the Deer Head Inn ist ein Livealbum des US-amerikanischen Pianisten Keith Jarrett. Die Aufnahmen stammen aus einem Konzert, das Jarrett gemeinsam mit Gary Peacock und Paul Motian am 16. September 1992 im Jazzclub Deer Head Inn in Delaware Water Gap  im Monroe County in Pennsylvania gegeben hat. Die Aufnahmen wurden 1994 bei ECM Records veröffentlicht.

## Hintergrund
Im Herbst 1992 ist Keith Jarrett bereits seit 30 Jahren als Jazzmusiker aktiv und erfolgreich. Seine Karriere hat er im Jazzclub Deer Head Inn in der Nähe seiner Heimatstadt Allentown begonnen. Hier hat er „erstmals im Alter von 16 Jahren ein Trio“ angeführt und „wenn er dort nicht gerade mit seiner eigenen Gruppe arbeitete, spielte er als Schlagzeuger in dem von Johnny Coates geleiteten Haustrio.“ Seit den 1960er Jahren war er dort nicht mehr aufgetreten. 1992 kehrte er dorthin zu einem nur Insidern bekannten Überraschungsauftritt zurück. Ein Freund ließ für eine private Dokumentation eine Bandmaschine mitlaufen. Jarrett war von der lockeren Atmosphäre der Session so begeistert, dass er 1994 einen Teil des Auftritts auf dem Album At The Deer Head Inn veröffentlichen ließ.
Das Album ist in einer weiteren Hinsicht bemerkenswert. Seit mehr als 15 Jahren waren dies die ersten gemeinsamen Aufnahmen von Jarrett mit Paul Motian, mit dem er in den 1970er Jahren in seinem „American Quartet“ gespielt und zuletzt 1976 das Album Bop-Be aufgenommen hatte.
Weiteres Material des Auftritts erschien 2024 auf dem ECM-Album The Old Country: More from the Deer Head Inn.

## Titelliste
- Keith Jarrett – At the Deer Head Inn[1]

1. Solar (Miles Davis) – 11:21
2. Basin Street Blues (Spencer Williams) – 9:09
3. Chandra (Jaki Byard) – 9:21
4. You Don’t Know What Love Is (Gene de Paul, Don Raye) – 12:55
5. You and the Night and the Music (Howard Dietz, Arthur Schwartz) – 5:41
6. Bye Bye Blackbird (Mort Dixon, Ray Henderson) – 10:13
7. It’s Easy to Remember (Lorenz Hart, Richard Rodgers) – 7:47

## Rezeption
Die Besprechung bei Allmusic durch Scott Yanow vergibt 4 von 5 Sternen und stellt fest: „Mit diesem Album kehrt Keith Jarrett zu seinen Wurzeln zurück, sowohl musikalisch als auch physisch. Sein erster bedeutender Jazz-Gig fand im Deer Head Inn ... statt, und 30 Jahre später erklärte sich Jarrett bereit, erneut an diesem Ort aufzutreten. Die einfallsreichen Interpretationen“ von sechs Jazzstandards und Jaki Byards Komposition Chandra „bieten dem Hörer viele Überraschungen und Abwechslung und machen dieses Album zu einem sehr unterhaltsamen Ausflug.“ Das Buch The Penguin Guide to Jazz von Richard Cook bewertet das Album mit 3,5 von 4 Sternen.